# Pula (Italia)
Pula es un municipio de Italia de 7200 habitantes en la ciudad metropolitana de Cagliari, región de Cerdeña. Está situado a 30 km al sur de Cagliari.
Las actividades principales son la agrícola y la turística. Entre los lugares de interés destacan las ruinas del asentamiento fenicio de Nora, el más antiguo de toda Cerdeña.

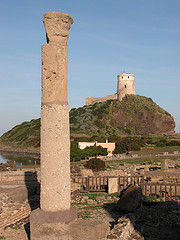
Ruinas de la antigua ciudad fenicia de Nora.

## Evolución demográfica
| Gráfica de evolución demográfica de Pula entre 1861 y 2011 |
|                                                            |
| Fuente ISTAT - Elaboración gráfica de Wikipedia            |